# Llotja d'Oriola
La llotja d'Oriola situada al carrer Aragó s/n de la ciutat d'Oriola (Baix Segura), País Valencià, és un edifici públic d'estil modernista valencià construït l'any 1926, que va ser projectat per l'arquitecte oriolà Severiano Sánchez Ballesta. Actualment alberga l'auditori La Lonja.
Es tracta d'una de les obres més destacades de l'estil modernista valencià a Oriola. Va ser edificat per albergar la llotja municipal d'Oriola fins que va ser traslladada a la llotja hortofructícola que es va construir als afores de la ciutat, al polígon industrial oriolà.
Va ser dissenyat per Severiano Sánchez Ballesta en el marc de les reformes modernistes dutes a terme en els anys 20 i 30 a la ciutat, segons els postulats de l'arquitectura del ferro. L'edifici compta amb una estructura metàl·lica de principis del segle xx.
En l'actualitat ha estat rehabilitat i inaugurat el 30 de març de 2007 per albergar l'Auditori la Llotja, annex al conservatori Pedro Terol i a la Unión Lírica Orcelitana. A més de l'auditori, compta amb una àmplia sala d'exposicions.